# دان ال لند
دان ال لند (به انگلیسی: Don L. Lind) (زادهٔ ۱۸ مه ۱۹۳۰ – درگذشتهٔ ۳۰ اوت ۲۰۲۲) فضانورد اهل کشور ایالات متحده آمریکا بود که در میدویل، یوتا زاده شد. وی در مأموریت اس‌تی‌اس-۵۱-بی حضور داشت. لند در سی‌ام اوت ۲۰۲۲ و در ۹۲ سالگی درگذشت.

## مرگ
لیند در ۳۰ اوت ۲۰۲۲ در لوگان، یوتا، در حالی که بسیاری از فرزندان و نوه‌هایش در کنار بالینش بودند، درگذشت. مراسم خاکسپاری او در ۱۰ سپتامبر در اسمیتفیلد برنامه‌ریزی شده بود.